# هیروهیتو و ساخت ژاپن مدرن
هیروهیتو و ساخت ژاپن مدرن (انگلیسی: Hirohito and the Making of Modern Japan)، کتابی است نوشته هربرت بیکس که دوره سلطنت هیروهیتو ژاپن از دوره شووا را پوشش می‌دهد. این کتاب برنده سال ۲۰۰۱ جایزه پولیتزر برای ادبیات غیرداستانی عمومی شد.
بخش زیادی از اطلاعات موجود در این کتاب توسط ژاپنی‌هایی که با بیکس کار می‌کردند، کشف شد، اما شرکت‌های انتشاراتی و مطبوعات در ژاپن در آن زمان تصمیم گرفتند این اطلاعات را فاش نکنند. بیکس اظهار داشت که نمی‌خواهد از این کتاب به عنوان سلاحی علیه مردم ژاپن استفاده شود.

## پیشینه
به گفته نویسنده، این کتاب به دلیل علاقه شخصی دیرینه او به «نظام امپراتوری» ژاپن و در دسترس بودن منابع جدید پس از مرگ امپراتور شووا نوشته شده است.